# Marcha del orgullo LGBT de Sídney

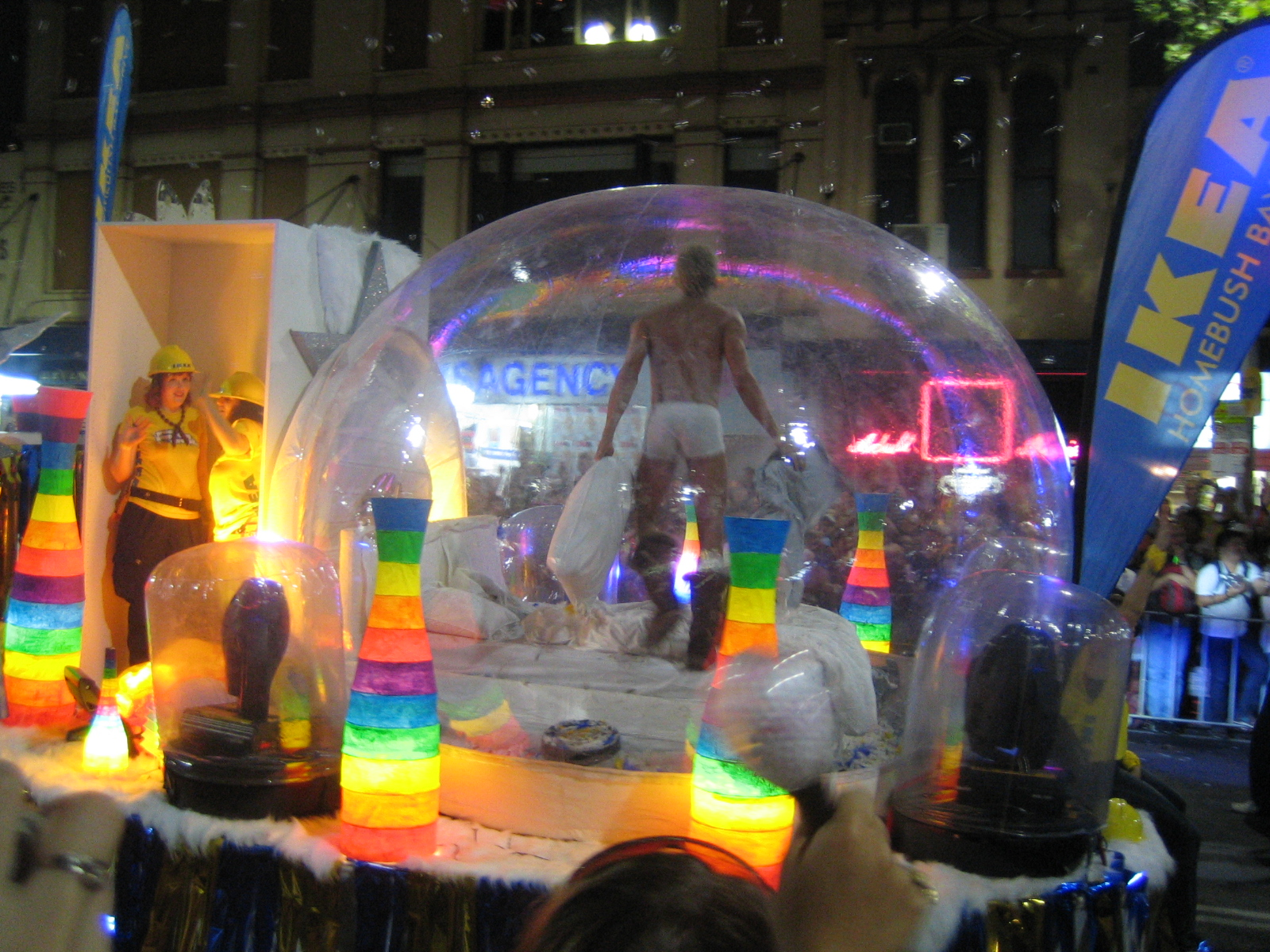
Carroza del Mardi Gras de Sídney de 2006.

El Sydney Gay & Lesbian Mardi Gras (Carnaval gay y lésbico de Sídney) es una marcha del orgullo LGBT y una fiesta que celebra anualmente en Sídney, Australia, siendo una de los eventos más importantes del mundo de este tipo. El desfile y las fiestas atraen muchos turistas nacionales y extranjeros, lo que proporciona importantes ingresos a las arcas de Sídney cada año. Es el evento LGBT de mayor concurrencia del país y de toda Oceanía. 
La celebración se desarrolló y consolidó al inicio de los años 1980 aunque empezó en 1978. A pesar de su nombre Mardi Gras (en francés martes de carnaval) no se celebra en martes.
El desfile está abierto tanto a participantes particulares, que acuden con coloridos disfraces, como a las asociaciones locales y estatales, que organizan carrozas representado temas típicos o con mensajes políticos.

## Historia
El primer Mardi Gras tuvo lugar el 24 de junio de 1978 a las 10 p. m. como una celebración nocturna tras un día de protestas y manifestaciones conmemorando los disturbios de Stonewall. Aunque los organizadores habían obtenido permiso, éste fue revocado y la marcha disuelta por la policía. Cincuenta y tres participantes fueron arrestados. Aunque la mayoría de los cargos fueron posteriormente retirados, el Sydney Morning Herald publicó los nombres de todos los arrestados, sacando del armario a muchos y revelando su condición a conocidos y compañeros de trabajo, lo que provocó que muchos perdieran sus empleos, ya que la homosexualidad era considerada un delito en Nueva Gales del Sur hasta 1984.
Volvió a celebrarse en 1979 con un nuevo nombre, Sydney Gay Mardi Gras. En 1980 se celebró la primera fiesta después del desfile y en 1981 se trasladó a febrero. La asistencia tanto de participantes como de espectadores fue creciendo progresivamente. En 1988 el desfile cambió a su nombre actual «Gay and Lesbian Mardi Gras».
El acontecimiento es bastante popular entre las comunidades LGBTI australianas y en el circuito de fiestas gais internacional, por lo que resulta muy lucrativa. Una estimación del Mardi Gras de 1998 calculó una inyección de 99 millones de dólares australianos para la economía del estado de Nueva Gales del Sur. Aunque en los años 2000 la organización del Mardi Gras sufrió problemas económicos y quebró, causando una gran preocupación en las comunidades LGBT, se creó una nueva organización del Mardi Gras.

## El desfile

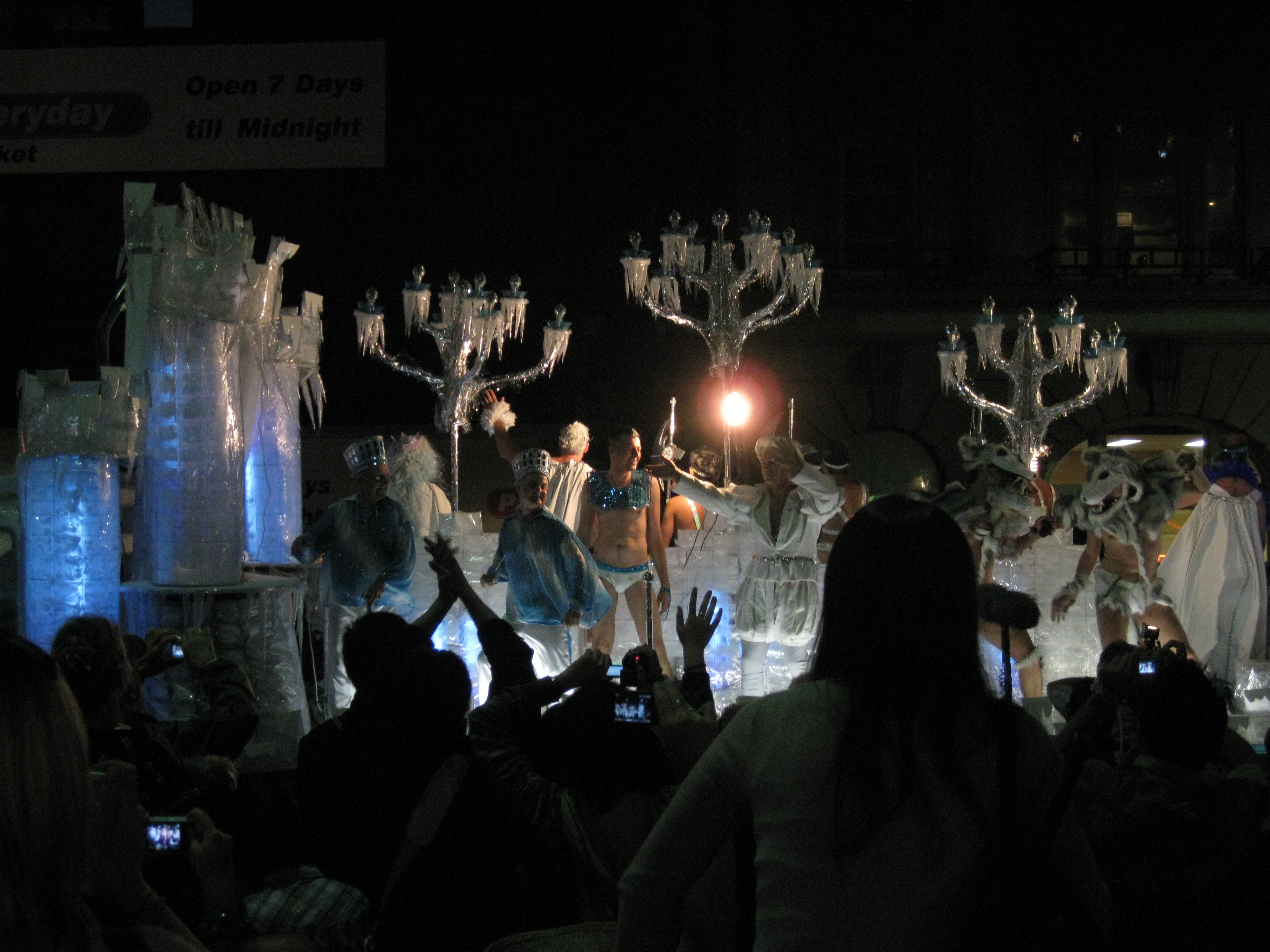
Participantes y espectadores de 2008.

Aunque en el desfile se hace alarde de exóticos disfraces y música dance, siempre se ha mantenido el aspecto político de la comunidad gay, y es habitual mostrar ingeniosos comentarios visuales contra los oponentes en las carrozas. Al aumentar la aceptación de la homosexualidad en la sociedad cada vez son más los representantes gais de organizaciones y grupos sociales que toman parte en el desfile, incluyendo la fuerza policial. 
Todos los desfiles se abren con unas 200 representantes de Dykes on Bykes (lesbianas moteras) montadas en su motos, saliendo por la calle Oxford. A menudo son acompañadas por una representación de los bomberos, que se descuelgan de lo alto de los edificios que recorren la ruta.
El jefe del desfile es un título honorífico que concede todos los años la organización. En 2007 se eligió al actor Rupert Everett y en 2008 a la actriz Margaret Cho. En 2009 el jefe del desfile fue el medallista olímpico gay y deportista australiano del año, Matthew Mitcham.
El desfile recorre la calle Oxford antes de girar a la calle Flinders y finalmente entra en el carril bus que va paralelo a Anzac Parade hasta su final. Todas estas calles y otras en los alrededores de Hyde Park son cortadas al tráfico durante el desfile y unas horas después para poder limpiar.
Las multitudes se empiezan a reunir para contemplar el desfile desde mediodía y a las ocho de la tarde algunas zonas de la ruta están abarrotadas. Debido a las fechas, no es infrecuente que llueva durante la celebración, aunque la lluvia nunca ha detenido el desfile, ni siquiera cuando las lluvias fueron copiosas en 1995 y 2004.

## Fiesta tras el desfile
La fiesta tras el desfile es en la actualidad (2009) una de las más importantes del país. La venta de entradas a las fiestas del Mardi Gras en 1998 en Hordern Pavilion / Royal Hall of Industries superó las 27.000. Otros años se suelen vender entre 17.000 y 20.000 entradas, lo que representa un gran incremento desde que se produjo la primera fiesta en 1980 en el ayuntamiento de Paddington, al que acudieron 700 personas.
En los últimos 20 años muchos artistas conocidos, tanto locales como internacionales, han actuado en las fiestas, entre los que se pueden citar:
- 1990 – Sam Backo, Marcia Hines
- 1991 – Tina Arena
- 1994 – John Paul Young, Kylie Minogue
- 1995 – Boy George
- 1996 – Trudi Valentine, Thelma Houston
- 1997 – Chaka Khan, Village People
- 1998 – Jimmy Somerville, Kylie Minogue, Dannii Minogue
- 1999 – Dannii Minogue, Marcia Hines, Erin Hamilton, Jimmy Barnes
- 2001 – Vanessa Amorosi, Sheena Easton, Christine Anu
- 2002 – Human Nature, Bardot, Deborah Cox, Lorna Luft
- 2003 – Suzanne Palmer, Joan Rivers, Brandon Gaukel
- 2005 – Tina Arena, Nicki French, Darren Hayes, Courtney Act
- 2006 – Baby Marcelo, Jimmy Somerville, Mary Kiani, Xenza
- 2007 – Young Divas, Boy George, Dannii Minogue, Log Log Binks
- 2008 – Cyndi Lauper, Walter Hanna, Olivia Newton-John
- 2009 – Alison Jiear, Tina Arena, Miami Horror
- 2010 – George Michael, Kelly Rowland, Adam Lambert, Amanda Lepore
- 2011 – Wynter Gordon, Calvin Harris, Alexis Jordan, Frankie Knuckles, Larry Tee, Bob Downe
- 2012 – Kylie Minogue, RuPaul, Sneaky Sound System, Shauna Jensen, Sam Sparro
- 2013 – Loreen, Delta Goodrem, Heather Small, The Presets, Jake Shears
- 2014 – Tina Arena, Courtney Act, Samantha Jade, Marcia Hines, Nathan Mahon, Adam George[10]
- 2015 – Dannii Minogue, Nick Jonas, Jessica Mauboy, Jake Shears, Betty Who, Rufus Wainwright, Courtney Act
- 2016 – Conchita Wurst, Deborah Cox, Courtney Act
- 2017 – Client Liaison, The Veronicas, Steve Grand, Nat Conway, Greg Gould
- 2018 – Cher,[11] Starley,[12] Seann Miley Moore[13]
- 2019 – Kim Petras, Jake Shears, Leiomy Maldonado, PNAU, Courtney Act, Paul Capsis[14]
- 2020 – Dua Lipa, Kesha, Pabllo Vittar, Sam Smith[15]